# Boulder Media
Boulder Media Limited es un estudio de animación irlandés. 
Fundada en noviembre de 2000 por Peter Lewis, Anne Tweedy y Robert Cullen como parte de una sociedad cooperativista. En julio del 2016, se convirtió en una filial propiedad de Hasbro. Boulder Media actualmente tiene dos estudios en Dublin.
El 1 de noviembre de 2022, Hasbro vendió Boulder Media a la compañía de medios australiana Princess Pictures, conocida por producir las series animadas para adultos Smiling Friends, YOLO y Koala Man bajo la empresa conjunta de Bento Box Entertainment Princess Bento.

## Producciones realizadas
- Foster's Home for Imaginary Friends (en colaboración con Cartoon Network Studios)
- El Tigre: The Adventures of Manny Rivera (en colaboración con Nickelodeon Animation Studio)
- AAA sin límite en el tiempo (con Ánima Estudios)
- Randy Cunningham: Ninja Total
- Galaxia Wander (segunda temporada; coproducida por Disney Television Animation)
- Danger Mouse
- Littlest Pet Shop: Nuestro mundo (con Hasbro Studios)
- Transformers: Cyberverse (con Hasbro Studios)
- Transformers: Rescue Bots Academy (con Hasbro Studios)
- Micronauts (con Hasbro Studios)
- My Little Pony: A New Generation (con Hasbro Studios)